# Johann Pachelbel
Johann Pachelbel, pronuncia tedesca [ˈjoːhan ˈpaxɛlbl̩], [ˈpaxl̩bɛl], o [paˈxɛlbl̩] (Norimberga, agosto 1653 – Norimberga, 3 marzo 1706), è stato un musicista, compositore e organista tedesco.
Nato nel 1653 e battezzato l'11 settembre (1º settembre nel calendario giuliano), fu autore di numerose composizioni barocche profane e sacre. È famoso per il contributo dato allo sviluppo del preludio corale e della fuga. Sono da ricordare tra le sue opere: il Canone e giga in re maggiore per tre violini e basso continuo, la Ciaccona in fa minore, la Toccata in mi minore, la Hexachordum Apollinis e le diverse variazioni per tastiera.

## Biografia
Johann Pachelbel nacque nel 1653 a Norimberga in una famiglia borghese. Durante la sua giovinezza ricevette le prime nozioni musicali da Heinrich Schwemmer. Alcuni ritengono che abbia avuto come maestro di musica anche Georg Caspar Wecker, ma questa ipotesi viene considerata improbabile. Le sue biografie, tra le quali bisogna ricordare Grundlage einer Ehrenpforte (Amburgo 1740), attestano che fin da piccolo Pachelbel mostrò grandi doti musicali. Ricevette l'istruzione primaria nell'Accademia di San Lorenzo e nell' Auditorium Aegediano a Norimberga, per poi diventare studente presso l'Università di Altdorf, dove venne nominato organista titolare della chiesa di San Lorenzo. Purtroppo, per motivi economici, dovette lasciare l'università e completare gli studi presso la Palestra Poeticum a Ratisbona, dove vinse una borsa di studio. Approfittò della facoltà concessagli di studiare anche fuori dalla scuola per prendere lezioni dal maestro di musica Kaspar Prentz.
Nel 1673 diventò organista nella Cattedrale metropolitana di Santo Stefano a Vienna. Più tardi, esattamente nel 1677, si trasferì ad Eisenach dove divenne organista di cappella del duca di Sassonia-Eisenach, Johan Georg I. Ad Eisenach, città natale di Johann Sebastian Bach, incontrò diversi componenti della famiglia Bach. Fu particolarmente amico di Johann Ambrosius Bach, il quale gli lasciò l'incarico di precettore dei suoi figli. A causa della morte di Bernhard II duca della Sassonia-Jena e fratello di Johann Georg I, seguì un periodo di lutto, durante il quale venne diminuita l'attività dei musicisti. Quindi Pachelbel si trovò costretto ad abbandonare la città ed andare a Erfurt, dove trovò lavoro come organista.

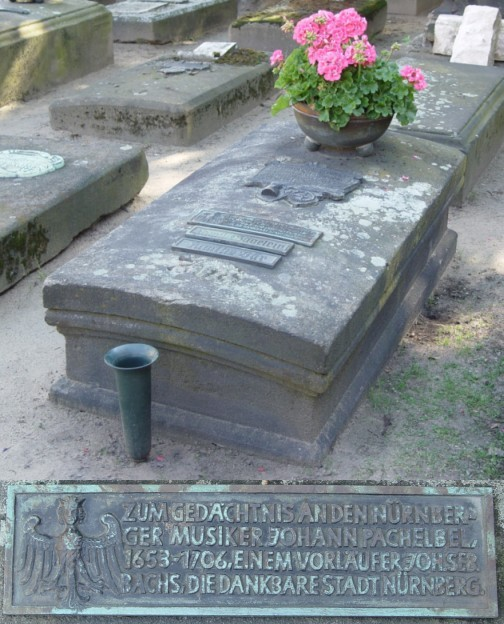
Tomba di Johann Pachelbel nel cimitero di San Rocco a Norimberga

Ad Erfurt l'amicizia con la famiglia Bach continuò. Difatti fu padrino della figlia di Johann Ambrosius Bach, Johanna Juditha, ed insegnò a suonare l'organo a Johann Christoph Bach. Pachelbel rimase per dodici anni a Erfurt dove divenne organista, organaro e compositore. Qui, per contratto, gli erano richiesti annualmente una composizione per vedere i suoi progressi e dei preludi per le funzioni liturgiche. Durante i suoi soggiorni a Erfurt si sposò con Barbara Gabler (1681), dalla quale ebbe un figlio che morì insieme alla madre a causa della peste nel 1683. Dieci mesi più tardi sposò Judith Drømmer, dalla quale ebbe cinque figli e due figlie. Nel 1690 si trasferì a Stoccarda ai servizi della duchessa Magdalena Sibylla. Due anni dopo, però, fuggì a causa di una imminente invasione francese a Norimberga. Successivamente, prestò servizio come organista presso Gotha.
Nel 1695 tornò nella sua città natale di Norimberga, dove fu organista nella chiesa di San Sebaldo, succedendo al defunto Georg Caspar Wecker. Morì a Norimberga all'età di 52 anni il 3 marzo 1706.

## Stile musicale
Nello stile di Pachelbel la cantabilità delle melodie e la semplicità armonica sono segno della sua vicinanza allo stile italiano, che lui conobbe grazie agli insegnamenti di Kaspar Kerll, a sua volta molto influenzato dagli artisti italiani, in particolar modo da Giacomo Carissimi. Nelle sue toccate si può notare uno stile semplice e uniforme, che diventa raffinato, lieto e vivace nelle fughe.
Tuttavia il suo stile, se pure non ha avuto una notevole influenza sui maggiori compositori del tardo Barocco, ha lasciato tracce nelle opere dei suoi allievi, in particolare quelle di Johann Christoph Bach (e, tramite lui, sui primi corali del fratello minore, Johann Sebastian), Johann Heinrich Buttstett, Andreas Nicolaus Vetter, Johann Gottfried Walther (venne definito il "secondo Pachelbel" ) e sui due figli, Wilhelm Hieronymus e Karl Theodor.

## Opere
Durante la sua vita Pachelbel era maggiormente noto come compositore di musica organistica. Difatti scrisse più di duecento composizioni per questo strumento, sia sacre sia profane, ed esplorò la maggior parte degli stili che esistevano in quel periodo. Pachelbel compose anche brani per voci: un centinaio di queste opere sono arrivate a noi. Inoltre abbiamo di lui un paio di brani di musica da camera, anche se, probabilmente, ne compose molti di più, in particolare mentre prestava servizio alla corte ad Eisenach e a Stoccarda.
Tra i vari manoscritti che sono stati persi prima e durante la seconda guerra mondiale bisogna ricordare il manoscritto Neumeister e la cosiddetta intavolatura di Weimar del 1704 che forniscono preziose informazioni sulla scuola di Pachelbel, anche se non contengono brani che possano essere sicuramente attribuiti a lui.
Attualmente non esiste un sistema di catalogazione standard per le opere di Pachelbel: sono utilizzati diversi cataloghi, da Antoine Bouchard (numeri POP, organo solista), Jean M. Perreault (numeri P, attualmente il catalogo più completo, organizzato in ordine alfabetico), Hideo Tsukamoto (numeri T, L per le opere perdute, organizzate tematicamente) e Kathryn Jane Welter (numeri di PC).

### Brani per organo e clavicembalo
Gran parte delle partiture di Pachelbel per organo sono relativamente semplici e la maggior parte senza l'uso del pedale. Questo perché la tradizione organistica del sud Germania non approvava l'uso di grandi organi (massimo due manuali), a differenza del nord Germania.
Di Pachelbel abbiamo solo due i brani per organo che sono stati pubblicati e distribuiti durante la sua vita: Musikalische Sterbens-Gedancken (Pensieri musicali sulla morte (Erfurt, 1683) - una serie di variazioni corali in memoria della moglie e del figlio morti durante il periodo della peste), e Acht Choräle (Norimberga, 1693).
Per clavicembalo compose delle suite (1863), che per la sequenza delle tonalità in cui furono scritte (Do maggiore, Do minore, Re maggiore, Re minore, Mi maggiore, Mi minore, Fa maggiore, Fa minore, Sol maggiore, Sol minore, La bemolle maggiore, La maggiore, La minore, Si bemolle maggiore, Si minore) si possono considerare precursori de Il clavicembalo ben temperato di Johann Sebastian Bach.

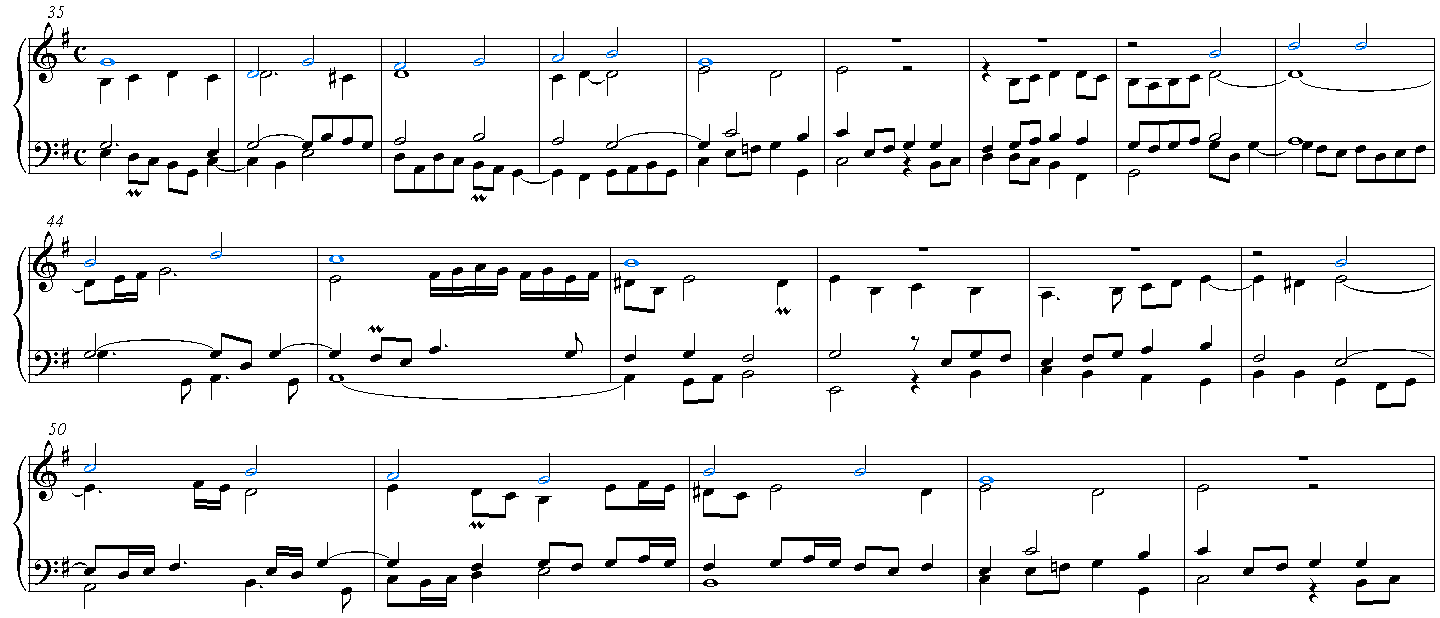
Corale Wenn mein Stündlein vorhanden ist. La parte principale della chiave di sol è colorata in blu.

#### Corali
I Corali di Pachelbel costituiscono quasi la metà delle opere per organo da lui composte arrivate sino a noi. Nei suoi corali, Pachelbel usa, più frequentemente, il cantus firmus e la fuga corale, talvolta anche unendoli insieme - e questa è una sua innovazione - nello stesso corale, in modo che a una fuga segua il cantus firmus a tre o quattro voci.

#### Fughe
Pachelbel scrisse più di cento fughe su temi liberi. Queste rientrano in due categorie: circa 30 fughe sono libere e le restanti 90 sono le cosiddette Fughe Magnificat. Dato il numero di fughe da lui composte e la straordinaria varietà di soggetti usati, Pachelbel viene considerato uno dei compositori più importanti per l'evoluzione della forma. È stato anche il primo compositore ad abbinare una fuga con un preludio o una toccata, tecnica che sarà adottata dai compositori successivi tra i quali Johann Sebastian Bach. Per quanto riguarda le Fughe Magnificat, esse sono state composte durante gli ultimi anni di vita a Norimberga e non hanno una posizione esatta nelle funzioni liturgiche.

#### Toccate e Preludi
Le toccate di Pachelbel sono caratterizzate da passaggi virtuosistici di una o di entrambe le mani sopra le note sostenute del pedale. Molte di queste toccate esplorano ogni singolo motivo melodico, ma in seguito le opere sono scritte in uno stile semplice in cui due voci interagiscono sulle note sostenute del pedale. Quasi tutti i preludi di Pachelbel apparentemente sembrano delle toccate, ma sono in realtà molto più brevi rispetto ad esse.

#### Ciaccone e variazioni
Pachelbel compose sei ciaccone (secondo altri sette, ma è un'attribuzione ancora in discussione), nove variazioni corali e dodici arie con variazioni (anche qui sembra che ce ne siano altre, ma l'ipotesi non è sicura). Le sei ciaccone si distaccano dallo stile precedente, in quanto sono prive di danza, ma arricchite di densità contrappuntistica. Tre delle nove variazioni corali (Christus, der ist mein Leben, corale e 12 variazioni, in Sol maggiore, Alle Menschen müssen sterben, corale e 8 variazioni, in Re maggiore e Herzlich tut mich verlangen, corale e 7 variazioni in Do maggiore) le troviamo nell'opera Musicalische Sterbens-Gedanken (trad:Pensieri musicali sulla morte, 1863). Sei delle arie con variazioni (Aria prima con sei variazioni in Re minore, Aria secunda con cinque variazioni in Mi minore, Aria tertia con sei variazioni in Fa maggiore, Aria quarta con sei variazioni in Sol minore, Aria quinta con sei variazioni in La minore, Aria Sexta (Aria Sebaldina) con otto variazioni in Fa minore) sono contenute nel Hexachordum Apollinis (trad:l'esacordo di Apollo).

#### Fantasie
Pachelbel compose sei fantasie, anche se altri attestano essere sette. Le fantasie più importanti sono dolci ma con passaggi difficili per entrambe le mani e con molte alterazioni, e anche molto simili ad alcuni brani di Girolamo Frescobaldi e di Giovanni de Macque.